# District de Lusong
Le district de Lusong (chinois : 芦淞区 ; pinyin : Lúsōng qū) est une subdivision administrative de la province du Hunan en Chine. Il est placé sous la juridiction de la ville-préfecture de Zhuzhou.

## Transports
Situé dans le centre urbain de Zhuzhou elle comporte la Gare de Zhuzhou (zh), centrale. Les deux autres gares du centre urbain sont gare de Zhuzhou-Nord (zh), situé dans le district de Shifeng et la gare de Zhuzhou-Ouest (zh), située dans le district de Tianyuan.